# 히구치 야스히로
히구치 야스히로(일본어: 樋口 靖洋, 1961년 5월 5일 ~ )는 일본의 전 축구 선수이자 현 축구 지도자로 현재 비아틴 미에의 감독직을 맡고 있다.

## 구단 경력
1980년부터 1984년까지 닛산 자동차에서 뛰었다.

## 지도자 경력
은퇴 후에는 닛산 자동차(요코하마 F. 마리노스)의 코치를 거쳐, 2006년부터 2007년까지 몬테디오 야마가타에서 감독을 맡았다. 2012년부터 2014년까지 요코하마 F. 마리노스에서 감독을 맡았다.